# Катулин (префект Рима)
Катулин (лат. Catulinus) — политический деятель раннего Средневековья при короле остготов Теодорихе Великом.
Vir clarissimus et illustris. Занимал должность praefectus urbi на рубеже V и VI веков. Больше о нём неизвестно ничего.